# Tomada da Bastilha
A Tomada da Bastilha (em francês: Prise de la Bastille), também conhecida como Queda da Bastilha, foi um evento central da Revolução Francesa, ocorrido em 14 de julho de 1789. Embora a Bastilha, fortaleza medieval utilizada como prisão, contivesse apenas sete prisioneiros na época, sua queda é tida como um dos símbolos daquela revolução, e tornou-se um ícone da República Francesa. Na França, o quatorze juillet (14 de julho) é um feriado nacional, conhecido formalmente como Festa da Federação, conhecido também como Dia da Bastilha em outros idiomas. O evento provocou uma onda de reações em toda a França, assim como no resto da Europa, que se estendeu até a distante Rússia Imperial.
Durante o reinado de Luís XVI, a França passava por uma grande crise financeira, desencadeada pelo custo da intervenção do país na Guerra Revolucionária Americana, e exacerbada por um sistema desigual de taxação. Em 5 de maio os Estados Gerais de 1789 se reuniram para lidar com o problema, porém foram impedidos de agir por protocolos arcaicos, e pelo conservadorismo do Segundo Estado, que consistia na nobreza — 1,5% da população do país na época. Em 17 de junho o Terceiro Estado, com seus representantes vindos da classe média, ou bourgeoisie (burguesia), se reorganizou na forma da Assembleia Nacional, uma entidade cujo propósito era a criação de uma constituição francesa. O rei inicialmente opôs-se a este acontecimento, porém acabou sendo obrigado a reconhecer a autoridade da assembleia, que passou a ser chamada de Assembleia Nacional Constituinte.
A invasão da Bastilha e a consequente Declaração dos Direitos do Homem e do Cidadão formaram o terceiro evento desta fase inicial da revolução. A primeira havia sido a revolta da nobreza, ao se recusar a ajudar o rei através do pagamento de impostos. A segunda havia sido a formação da Assembleia Nacional e o Juramento da Sala do Jogo da Péla.
A classe média havia formado a Guarda Nacional, ostentado rosetas tricolores, em azul, branco e vermelho, que logo se tornariam o símbolo da revolução.
Paris estava à beira da insurreição e, nas palavras de François Mignet, "intoxicada com liberdade e entusiasmo", mostrando amplo apoio à Assembleia. A imprensa publicava os debates realizados na Assembleia, e o debate político acabou se espalhando para as praças públicas e salões da capital. O Palais-Royal e seus jardins tornaram-se palco de uma reunião interminável; e a multidão ali reunida, enfurecida, decidiu arrombar as prisões da Abbaye para soltar alguns granadeiros que teriam sido presos por se negarem a disparar contra o povo. A Assembleia encaminhou os guardas presos à clemência do rei, e após retornarem à prisão, acabaram por receber o perdão. As tropas, até então consideradas confiáveis pelo rei, agora passaram a tender pela causa popular.

## História
A Tomada da Bastilha foi resultado do descontentamento de parcela do povo francês com o aumento do preço dos grãos, alimentado por boatos contrários à aristocracia. O jornalista Camille Desmoulins, por exemplo, fez um discurso em frente ao Palácio Real e pelas ruas dizendo que as tropas reais estavam prestes a desencadear uma repressão sangrenta sobre o povo de Paris. Ele, então, conclamava ao povo a necessidade de se armar. Contudo, Desmoulins não estava sozinho. Jean-Paul Marat também "discursou contra a aristocracia segurando na mão um exemplar Do Contrato Social, de Jean-Jacques Rousseau". Desse modo, a animosidade das multidões parisienses aumentava a cada dia.
Naquele cenário, uma Comuna conseguiu tomar o poder na cidade em 13 de julho. No dia seguinte, um grupo de insurgentes dirigiu-se ao Palácio dos Inválidos, um antigo hospital onde se concentrava a quantidade de quarenta mil fuzis. Correu o boato de que mais armamentos se encontravam estocados num outro lugar, na fortaleza da Bastilha. Marcharam então para lá. A massa revoltosa era composta de soldados desmobilizados, guardas, marceneiros, sapateiros, diaristas, escultores, operários, negociantes de vinhos, chapeleiros, alfaiates e artesãos. Dos números à época oficiais, dos 954 insurgentes, "661 eram artesãos". A fortaleza, por sua vez, defendia-se com 32 guardas suíços e 82 "inválidos" de guerra, possuindo 15 canhões, dos quais apenas três em funcionamento.

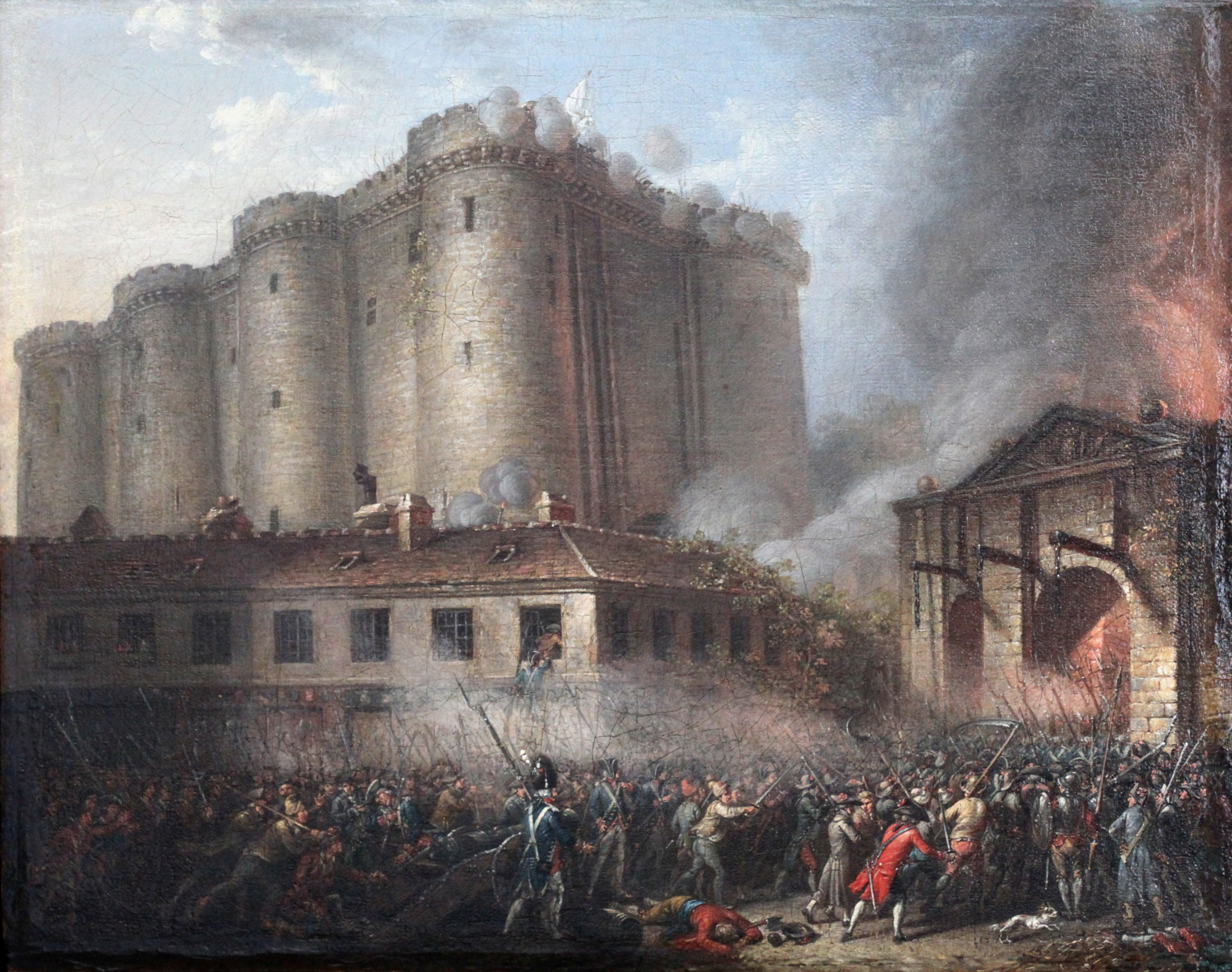
A Tomada da Bastilha, anônimo por volta de 1790, museu da Revolução Francesa.

Durante a Tomada, o marquês de Launay, governador da Bastilha, ainda tentou negociar. Os guardas, no entanto, descontrolaram-se, disparando na multidão. Indignado, o povo reunido na praça em frente partiu para o assalto e dali para o massacre. O tiroteio durou aproximadamente quatro horas. O número de mortos foi incerto. Calculam que somaram 98 populares e apenas um defensor da Bastilha.
Launay teve um fim trágico. Foi decapitado e a sua cabeça espetada na ponta de uma lança desfilou pelas ruas numa celebração macabra. Os presos, soltos, arrastaram-se para fora sob o aplauso comovido da multidão postada nos arredores da fortaleza devassada. Posteriormente, a massa incendiou e destruiu a Bastilha, localizada no bairro Santo Antônio, um dos mais populares de Paris. O episódio, verdadeiramente espetacular, teve um efeito eletrizante. Não só na França mas onde a notícia chegou provocou um efeito imediato. Todos perceberam que alguma coisa espetacular havia ocorrido. Mesmo na longínqua Königsberg (hoje Kaliningrado, na Prússia Oriental), atingida pelo eco de que o povo de Paris assaltara um dos símbolos do rei, fez com que o filósofo Immanuel Kant, exultante com o acontecimento, pela primeira vez na sua vida se atrasasse no seu passeio diário das 18 horas.
A queda da Bastilha, no 14 de julho de 1789, ainda hoje é comemorada como o principal feriado e evento francês.

## Demolição da Bastilha
Embora houvesse argumentos de que a Bastilha deveria ser preservada como um monumento à libertação ou como um depósito para a nova Guarda Nacional, o Comitê Permanente de Eleitores Municipais da Prefeitura de Paris deu ao empresário da construção Pierre-François Palloy a comissão de desmontar o edifício. Palloy começou a trabalhar imediatamente, empregando cerca de 1.000 trabalhadores. A demolição da própria fortaleza, o derretimento de seu relógio retratando prisioneiros acorrentados e a quebra de quatro estátuas foram todos realizados em cinco meses.

Em 1790, Lafayette deu a chave de ferro forjado de uma libra e três onças para a Bastilha ao presidente dos EUA, George Washington. Washington a exibiu com destaque em instalações e eventos governamentais em Nova York e na Filadélfia até pouco antes de sua aposentadoria em 1797. A chave permanece em exibição na residência de Washington em Mount Vernon.